# Gay-Lussac (cràter)

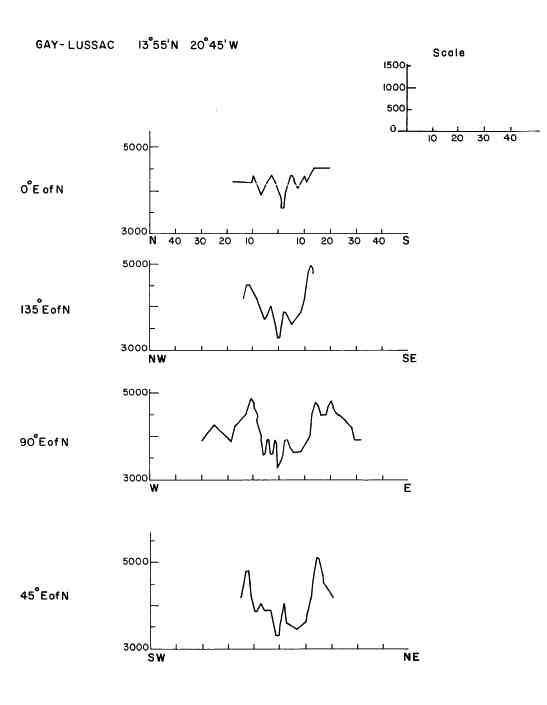
Perfils transversals de Gay-Lussac

Gay-Lussac és un cràter d'impacte lunar situat al nord del prominent cràter Copernicus, en els estreps meridionals de la serralada denominada Montes Carpatus. El brocal del cràter apareix lleugerament distorsionat, encara que amb forma generalment circular. El sòl interior és pla però rugós, sense un pic central. Presenta un parell de petites depressions produïdes per impactes posteriors en el lloc que podria correspondre a un pic central. El cràter associat Gay-Lussac A està gairebé unit a la vora sud-oriental. Rep el nom del químic francès Joseph-Louis Gay-Lussac.
|  |

Al sud-oest es troba un ampli canó denominat Rima Gay-Lussac, una formació gairebé lineal amb trams corbs en els seus extrems i uns 40 km de longitud amb rumb sud-oest-nord-est.

## Cràters satèl·lit
Per convenció aquests elements són identificats en els mapes lunars posant la lletra en el costat del punt central del cràter que està més prop de Gay-Lussac.
|            | \| Gai-Lussac \| Coordenades \| Diàmetre \| \| ---------- \| ------------------------------------ \| -------- \| \| A \| 13° 12′ N, 20° 24′ O / 13.2°N,20.4°O \| 15 km \| \| B \| 16° 12′ N, 21° 06′ O / 16.2°N,21.1°O \| 3 km \| \| C \| 15° 24′ N, 22° 30′ O / 15.4°N,22.5°O \| 5 km \| \| D \| 14° 36′ N, 21° 00′ O / 14.6°N,21.0°O \| 5 km \| \| F \| 14° 00′ N, 19° 36′ O / 14.0°N,19.6°O \| 5 km \| \| G \| 13° 48′ N, 18° 54′ O / 13.8°N,18.9°O \| 5 km \| \| H \| 13° 24′ N, 23° 12′ O / 13.4°N,23.2°O \| 5 km \| \| J \| 11° 42′ N, 21° 42′ O / 11.7°N,21.7°O \| 3 km \| \| N \| 12° 36′ N, 20° 54′ O / 12.6°N,20.9°O \| 2 km \| |          |
| Gai-Lussac | Coordenades | Diàmetre |
| A          | 13° 12′ N, 20° 24′ O / 13.2°N,20.4°O | 15 km    |
| B          | 16° 12′ N, 21° 06′ O / 16.2°N,21.1°O | 3 km     |
| C          | 15° 24′ N, 22° 30′ O / 15.4°N,22.5°O | 5 km     |
| D          | 14° 36′ N, 21° 00′ O / 14.6°N,21.0°O | 5 km     |
| F          | 14° 00′ N, 19° 36′ O / 14.0°N,19.6°O | 5 km     |
| G          | 13° 48′ N, 18° 54′ O / 13.8°N,18.9°O | 5 km     |
| H          | 13° 24′ N, 23° 12′ O / 13.4°N,23.2°O | 5 km     |
| J          | 11° 42′ N, 21° 42′ O / 11.7°N,21.7°O | 3 km     |
| N          | 12° 36′ N, 20° 54′ O / 12.6°N,20.9°O | 2 km     |